# Melipotis russaris
Melipotis russaris är en fjärilsart som beskrevs av Achille Guenée 1852. Melipotis russaris ingår i släktet Melipotis och familjen nattflyn. Inga underarter finns listade i Catalogue of Life.